# Ahypophyllus sinensis
Ahypophyllus sinensis är en tvåvingeart som först beskrevs av Yang 1996.  Ahypophyllus sinensis ingår i släktet Ahypophyllus och familjen styltflugor.
Artens utbredningsområde är Hubei (Kina). Inga underarter finns listade i Catalogue of Life.